# Richard C. Blum
Richard Charles Blum (San Francisco, 31 luglio 1935 – San Francisco, 27 febbraio 2022) è stato un imprenditore statunitense presidente di Blum Capital, una società di equity investment management, presidente dell'Università della California a Berkeley,  dal 2002 fino alla sua morte, e marito della senatrice degli Stati Uniti Dianne Feinstein.

## Biografia
Blum è nato a San Francisco, in California, da una famiglia ebrea. Era il figlio di Louise (Hirsch) ed Herbert Blum, che vendevano abiti ed impermeabili. Ha frequentato le scuole pubbliche di San Francisco. Ha conseguito il Bachelor of Science in Business Administration nel 1958 ed un Master of Business Administration nel 1959 presso la Haas School of Business dell'Università della California a Berkeley. 
Negli anni '70 Blum ha sostenuto l'allora sindaco di San Francisco George Moscone. Dopo l'assassinio di Moscone, Blum ha sostenuto il nuovo sindaco Dianne Feinstein; si sono sposati nel 1980. Blum ha avuto tre figlie dal suo primo matrimonio con Andrea Schwartz Blum. 
Blum è entrato a far parte dell'intermediazione di investimenti Sutro & Co. all'età di 23 anni, diventandone partner prima dei 30 anni. Cedendo anni dopo la sua quota per 40 milioni di dollari. Quinmdi Blum iniziò la propria attività nel 1975, fondando la Blum Capital Partners; una partecipazione in URS Corp. è stata una dei suoi primi investimenti. 
Quindi è stato presidente del consiglio di amministrazione di CB Richard Ellis ed amministratore nei consigli di amministrazione di altre tre società in portafoglio: Fairmont Raffles Holdings International Ltd., Current Media, LLC e Myer Pty Ltd. in Australia. Blum ha co-fondato Newbridge Capital nel 1994. 
Blum ha fatto parte dei consigli di amministrazione di diverse società, tra cui Northwest Airlines Corporation, Glenborough Realty Trust, Inc., Korea First Bank, URS Corporation e National Education Corporation. Blum è stato il fondatore e presidente della American Himalayan Foundation (AHF) ed è stato console onorario in Mongolia e Nepal. Ha infatti avuto un forte interesse per il Tibet ed il buddismo tibetano e nel 1981 tentò di scalare l'Everest dal versante tibetano con sir Edmund Hillary. Con la sua fondazione ha donato milioni di dollari per costruire ospedali e scuole in Tibet e Nepal, ma si è astenuto dal coinvolgimento politico con il controllo cinese del Tibet. 
Blum è stato anche un membro del comitato consultivo della Haas School of Business di Berkeley. Il 12 marzo 2002, Blum è stato nominato dal governatore della California Gray Davis per un mandato di 12 anni come uno dei reggenti dell'Università della California. 
Il 25 aprile 2009, durante un discorso con il 14º Dalai Lama, il cancelliere di Berkeley Robert Birgenau ha consegnato a Blum la Berkeley Medal, la massima onorificenza dell'università. Il discorso è stato sponsorizzato dalla sua American Himalayan Foundation e dal Blum Center for Developing Economies di Berkeley. 
Blum è stato anche il principale proprietario di Career Education Corporation fino al 2015 e ha fatto parte dei consigli di amministrazione di CB Richard Ellis (presidente) e Newbridge Capital (copresidente).